# 대한민국 형법 제222조
대한민국 형법 제222조는 인지·우표유사물의 제조 등에 대한 형법각칙의 조문이다. 외국인이 한국 밖에서 이 범죄를 저지르더라도 예외적으로 처벌하고 있다

## 조문
제222조(인지·우표유사물의 제조 등) ① 판매할 목적으로 대한민국 또는 외국의 공채증서, 인지, 우표 기타 우편요금을 표시하는 증표와 유사한 물건을 제조, 수입 또는 수출한 자는 2년 이하의 징역 또는 500만원 이하의 벌금에 처한다. <개정 1995.12.29>
②전항의 물건을 판매한 자도 전항의 형과 같다.

## 판례
1. ↑  대한민국 형법 제5조(외국인의 국외범)